# Gramàtica de l'esperanto
L'esperanto és una llengua construïda, que segueix el model gramatical de les llengües naturals, tot i que prova d'evitar part de les dificultats d'aquestes, simplificant la gramàtica, evitant les excepcions i fixant regles el més clares possible.

## Resum gramatical
És tradicional resumir-ne la gramàtica bàsica en 16 regles (publicades en el Fonament de l'esperanto, 1905) que poden enunciar-se de la següent manera:
1. L'esperanto solament té l'article determinat la, igual per a tots els gèneres, nombres i casos. Manca d'article indeterminat.
2. El nom substantiu acaba en -o. Per a formar el plural s'afegeix una j al singular. La llengua només té dos casos: nominatiu i acusatiu. Aquest darrer es forma afegint una -n al nominatiu. Els altres casos es formen amb preposicions: el genitiu amb de (de), el datiu amb al (a), l'ablatiu amb kun (amb) o amb altres preposicions, segons el sentit.
3. L'adjectiu acaba en -a. Els seus casos i nombres es formen com en els substantius. El grau comparatiu es forma, adjectiu amb la paraula pli (més) i el superlatiu amb la paraula plej (el més). El "que" del comparatiu es tradueix per ol, i el "de" del superlatiu per el.
4. Els adjectius numerals cardinals són invariables: unu (1), du (2), tri (3), kvar (4), kvin (5), ses (6), sep (7), ok (8), naŭ (9), dek (10), cent (100), mil (1000). Les desenes i centenes es formen per la simple reunió dels esmentats numerals. Als adjectius numerals cardinals s'afegeix: la terminació a de l'adjectiu, per a formar els numerals ordinals; -obl- per als múltiples; -on- per als fraccionaris; -op- per als col·lectius. Po abans dels cardinals forma els distributius.
5. Els pronoms personals són: mi (jo), ci (tu -informal-), li (ell), ŝi (ella), ĝi (ell, ella, això, per a animals o coses), si (es, si, reflexiu), ni (nosaltres), vi (tu -formal-, vostè, vostès, vosaltres), ili (ells, elles), oni (es, un, hom). Afegint-los la terminació -a de l'adjectiu es formen els adjectius o pronoms possessius. Els pronoms es declinen com els substantius.
6. El verb és invariable en les persones i en els nombres. El present acaba en -as, el passat en -is, el futur en -os, el condicional en -us, l'imperatiu en -u i l'infinitiu en -i. Els participis actius, en -ant- el present, en -int- el passat i en -ont- el futur. Els participis passius, en -at- el present, en -it- el passat i en -ot- el futur. La veu passiva es forma amb el verb esti (ser) i el participi passiu del verb que es conjuga. El "de" o el "per" de l'ablatiu agent es tradueixen per de.
7. L'adverbi acaba en -e. Els seus graus de comparança es formen com els de l'adjectiu.
8. Totes les preposicions regeixen per elles mateixes el nominatiu.
9. Tota paraula es pronuncia de la mateixa manera com s'escriu.
10. L'accent tònic cau sempre sobre la penúltima síl·laba.
11. Les paraules compostes es formen per la simple reunió dels elements que les formen. En elles, la paraula fonamental va sempre al final. Els afixos i terminacions es consideren paraules.
12. Si a la frase ja hi ha una paraula negativa no s'escriu l'adverbi ne (no).
13. La paraula que indica el lloc on se'n va porta la terminació de l'acusatiu.
14. Tota preposició té en esperanto un sentit invariable i ben determinat, que fixa la seva ocupació. No obstant això, quan el sentit que volem expressar no indica amb tota claredat quina preposició hem d'emprar, usarem la preposició je, que no té significat propi. Aquesta regla no danya la claredat, perquè en tals casos, totes les llengües empren qualsevol preposició, sense més norma que el costum. En comptes de je es pot emprar també l'acusatiu, si no crea ambigüitat.
15. Les paraules "estrangeres", o sia, aquelles que la major part de llengües han tret d'un mateix origen, no sofreixen alteració en passar a l'esperanto, però adopten la seva ortografia i les seves terminacions. No obstant això, de les distintes paraules derivades d'una mateixa arrel, és preferible emprar inalterada solament la paraula fonamental, i formar les altres segons les regles de l'esperanto.
16. Les terminacions -a de l'article i -o del substantiu en singular poden suprimir-se, i substituir-se per un apòstrof.